# Carl Hayman
Carl Joseph Hayman (Opunake, 14 novembre 1979) è un ex rugbista a 15 e allenatore di rugby a 15 neozelandese, ora coach della mischia chiusa della Section Paloise in Top 14 francese; è il millesimo giocatore del suo Paese ad avere vestito la maglia degli All Blacks.

## Biografia
Cresciuto nella provincia rugbistica di Otago, per la quale esordì nel campionato provinciale nazionale nel 1999, Hayman esordì in Super Rugby nel 2000 per la relativa franchise degli Highlanders.
All'epoca dell'esordio nel rugby di club aveva già rappresentato la Nuova Zelanda a livello giovanile.
Nel giugno 2001 fu convocato negli All Blacks e debuttò a North Shore City contro Samoa, divenendo così l'internazionale numero 1 000 della Nuova Zelanda.
Nonostante l'esordio precoce nel ruolo di pilone, dal 2002 non fu più convocato e non prese parte alla Coppa del Mondo di rugby 2003 in Australia; fu invece presente nel 2007, nella formazione che giunse fino ai quarti di finale, per poi essere eliminata dai padroni di casa della Francia.
Già dall'aprile precedente, comunque, Hayman aveva deciso di espatriare per inseguire un vantaggioso ingaggio in Inghilterra: il Newcastle, infatti, gli aveva offerto un contratto da 300 000 sterline all'anno con possibilità di arrivare a 350 000 grazie a eventuali bonus vittoria, cifra che lo rese all'epoca il rugbista più pagato del Regno Unito; la federazione neozelandese, che non poteva permettersi tale ingaggio, non poté trattenere il giocatore che, quindi, con tale trasferimento segnò la fine della sua carriera internazionale.
Furono tre le stagioni di Hayman al Newcastle, al termine delle quali fu in forse il suo ritorno in patria, ma a convincerlo a rimanere in Europa, continuando quindi a restare escluso dalla Nazionale, fu l'offerta economica dei francesi del Tolone, dal momento che Hayman ha dichiarato di voler avviare un'attività agricola una volta tornato in patria, condizione resa possibile dai maggiori guadagni assicuratigli nell'Emisfero nord.
Vanta diversi inviti nei Barbarians, il più recente nel 2011 in occasione di un match contro un XV del Galles, e anche una convocazione nei Barbarian francesi, nel 2010, contro un XV di Tonga a Grenoble.